# هو یول
هو یول (کره‌ای: 허율؛ زادهٔ ۲۹ اوت ۲۰۰۹) بازیگر اهل کره جنوبی است. او بیشتر به خاطر ایفای نقش در مجموعه تلویزیونی مادر (۲۰۱۸) شناخته می‌شود.

## جوایز و نامزدی‌ها
| سال  | مراسم جوایز                       | دسته                                | اثر نامزد شده | نتیجه | منابع       |
| ---- | --------------------------------- | ----------------------------------- | ------------- | ----- | ----------- |
| ۲۰۱۸ | پنجاه و چهارمین جوایز هنری بکسانگ | بهترین بازیگر تازه‌کار زن (تلویزیون) | مادر          | برنده | [ ۳ ] [ ۴ ] |